# Dentalt klickljud
Ett dentalt klickljud (IPA-tecken ǀ), är en icke-pulmonisk konsonant som används i en del afrikanska språk, såsom flera khoisanspråk. Ljudet är detsamma som det "tsk-tsk-ljud" som i västvärlden ofta används för att uttrycka misstrogenhet.